# Fēnix
Fēnix (von niederländisch: Feniks, deutsch: Phönix) im Freizeitpark Toverland (Sevenum, Limburg, Niederlande) ist eine Stahlachterbahn vom Typ Wing Coaster des Herstellers Bolliger & Mabillard.
Mit 40 Metern Höhe und 813 Metern Streckenlänge handelt es sich zurzeit (Stand Juni 2023) um den längsten Wing Coaster in Europa. Es ist zudem der erste Wing Coaster in den Niederlanden. Die Bahn eröffnete offiziell am 7. Juli 2018, nachdem es am 6. Juli 2018 schon eine Voraböffnung für die Presse sowie geladene Gäste und Achterbahnfans gab.
Fēnix gehört zum Themenbereich Avalon, welcher an die Sage von Merlin und König Artus angelehnt ist. Zusammen mit dem Themenbereich Port Laguna ist die Anlage Teil der bisher größten Erweiterung in der Geschichte des Toverlands. Auf sie entfiel mit 13 Millionen Euro ein großer Teil der 35 Millionen Euro Investitionssumme.

## Fahrtverlauf

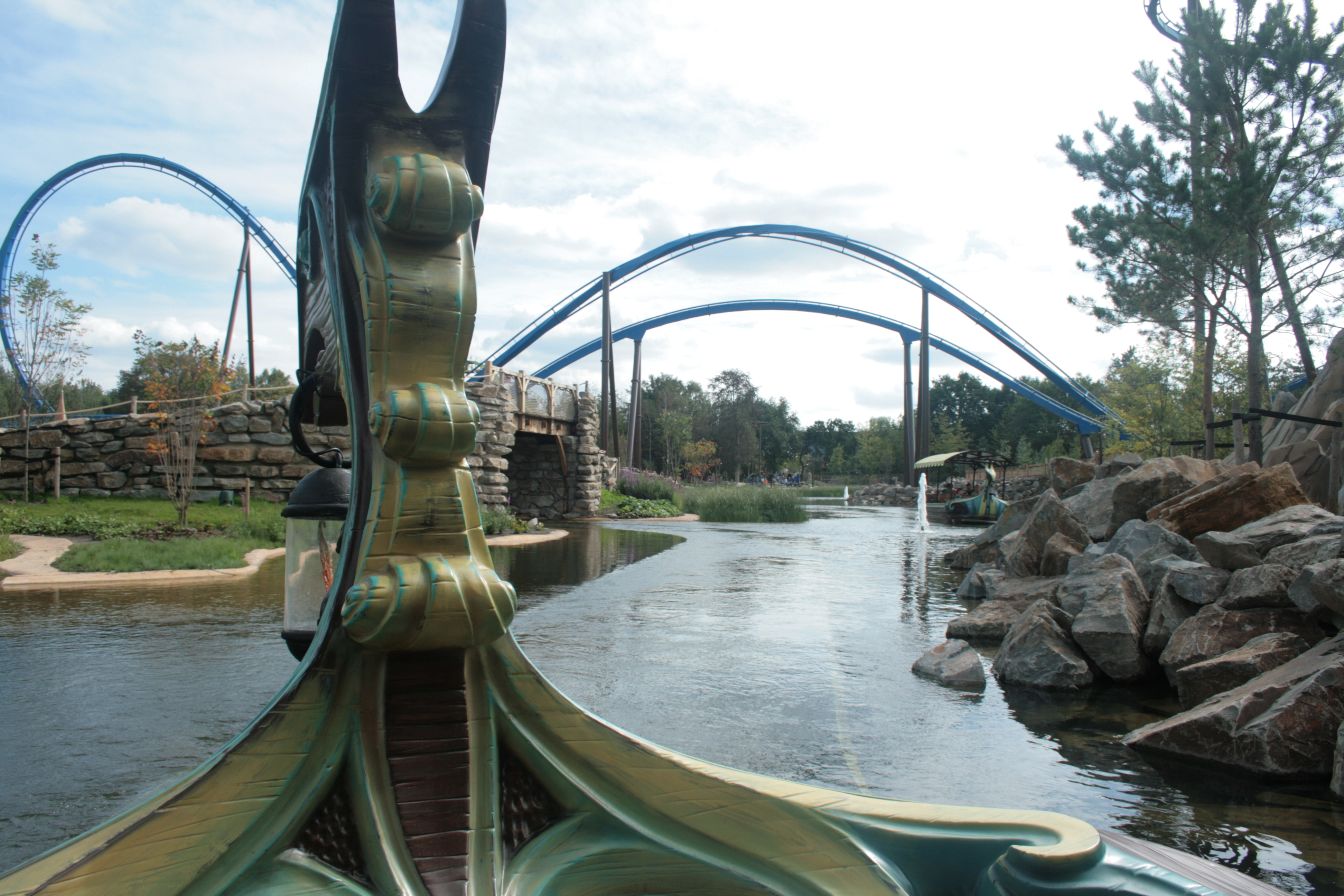
Fēnix und der Themenbereich Avalon von der Bootsfahrt Merlin's Quest aus gesehen.

Da Fēnix ein Wing Coaster ist, besteht die Besonderheit der Fahrt daraus, dass die Sitze im Gegensatz zu klassischen Bahnen neben den Schienen angeordnet sind. Der Fahrgast fühlt sich daher namensgebend, als ob er auf den Flügeln (Wings) mitfahren würde. Weiterhin sorgt diese Anordnung dafür, dass sich das Fahrgefühl auf beiden Seiten des Zuges stark unterscheidet, da es gewissermaßen zwei einzelne Herzlinien gibt und dadurch Drehungen und die daraus resultierenden Kräfte unterschiedlich wahrgenommen werden.
Nach der Station beginnt die Fahrt mit einer 180°-Rechtskurve und führt am Verschiebegleis für den Wartungsbereich vorbei. Zurzeit ist dieser Bereich noch in völliger Dunkelheit gehalten; das Toverland bestätigte jedoch bereits, dass an dieser Stelle noch Thematisierung entstehen soll. Durch eine Nebelwand geht es aus dem Stationsgebäude heraus auf den 45° steilen und 40 Meter hohen elektrischen Kettenlift. Am höchsten Punkt führt eine Rechtskurve zum für Wing-Coaster typischen Dive Drop. Am tiefsten Punkt dieser ersten Inversion erreicht der Zug die Höchstgeschwindigkeit von 95 km/h.
Anschließend folgt ein Airtime-Hügel, welcher am Ende unter eine Fußgängerbrücke führt – ein für Wing-Coaster typisches, sogenanntes Near-Miss Element, bei dem die Illusion erzeugt wird, dass man mit dem Kopf oder mit den Beinen an der Thematisierung anstößt. Daraufhin durchfährt der Zug einen Immelmann und schließt danach unmittelbar an eine bodennahe Helix an, bei der Kräfte von bis zu 5 g auf den Fahrgast wirken. Parallel zum ersten Airtime-Hügel folgt nach dieser Helix die dritte und letzte Inversion, eine Zero-g-Roll. Diese hat eine andere Drehrichtung als die Kurvenneigung in der Helix, wodurch die Fahrgäste nahezu 450° um die eigene Herzlinie gedreht werden.
Daran schließt sich mit einer weiteren Fußgängerbrücke ein zweites Near-Miss-Element an. Dort befindet sich auch die Anlage für Onride-Fotos. Die Fahrt endet mit einem Overbanked Turn nach links, einer bodennahen 180° Rechtskurve und einer leichten Linkskurve in die Schlussbremse, welche mit Wirbelstrombremsen betrieben wird. Von dort fährt der Zug langsam zurück in das Stationsgebäude hinein. Da die Schlussbremse zudem einen Blockabschnitt darstellt, erlaubt dies den Betrieb von zwei Zügen auf der Strecke.